# Đamb'ri
Đamb'ri là một xã thuộc thành phố Bảo Lộc, tỉnh Lâm Đồng, Việt Nam.

## Địa lý
Xã Đamb'ri nằm ở phía bắc thành phố Bảo Lộc, có vị trí địa lý:
- Phía đông giáp phường Lộc Phát
- Phía tây và phía bắc giáp huyện Bảo Lâm
- Phía nam giáp Phường 1, Phường 2 và phường Lộc Tiến.

Xã Đamb'ri có diện tích 33,10 km², dân số năm 2022 là 10.967 người mật độ dân số đạt 331 người/km².

## Lịch sử
Trước đây, Đamb'ri là một thôn thuộc xã Lộc Tân, huyện Bảo Lộc.
Ngày 11 tháng 7 năm 1994, Chính phủ ban hành Nghị định số 65-CP về việc thành lập xã Đamb'ri thuộc thị xã Bảo Lộc trên cơ sở toàn bộ 2.320 hécta diện tích tự nhiên với 2.286 nhân khẩu của thôn Đamb'ri thuộc xã Lộc Tân.
Ngày 8 tháng 4 năm 2010, Chính phủ ban hành Nghị quyết số 19/NQ-CP về việc thành lập thành phố Bảo Lộc thuộc tỉnh Lâm Đồng. Xã Đamb'ri trực thuộc thành phố Bảo Lộc.

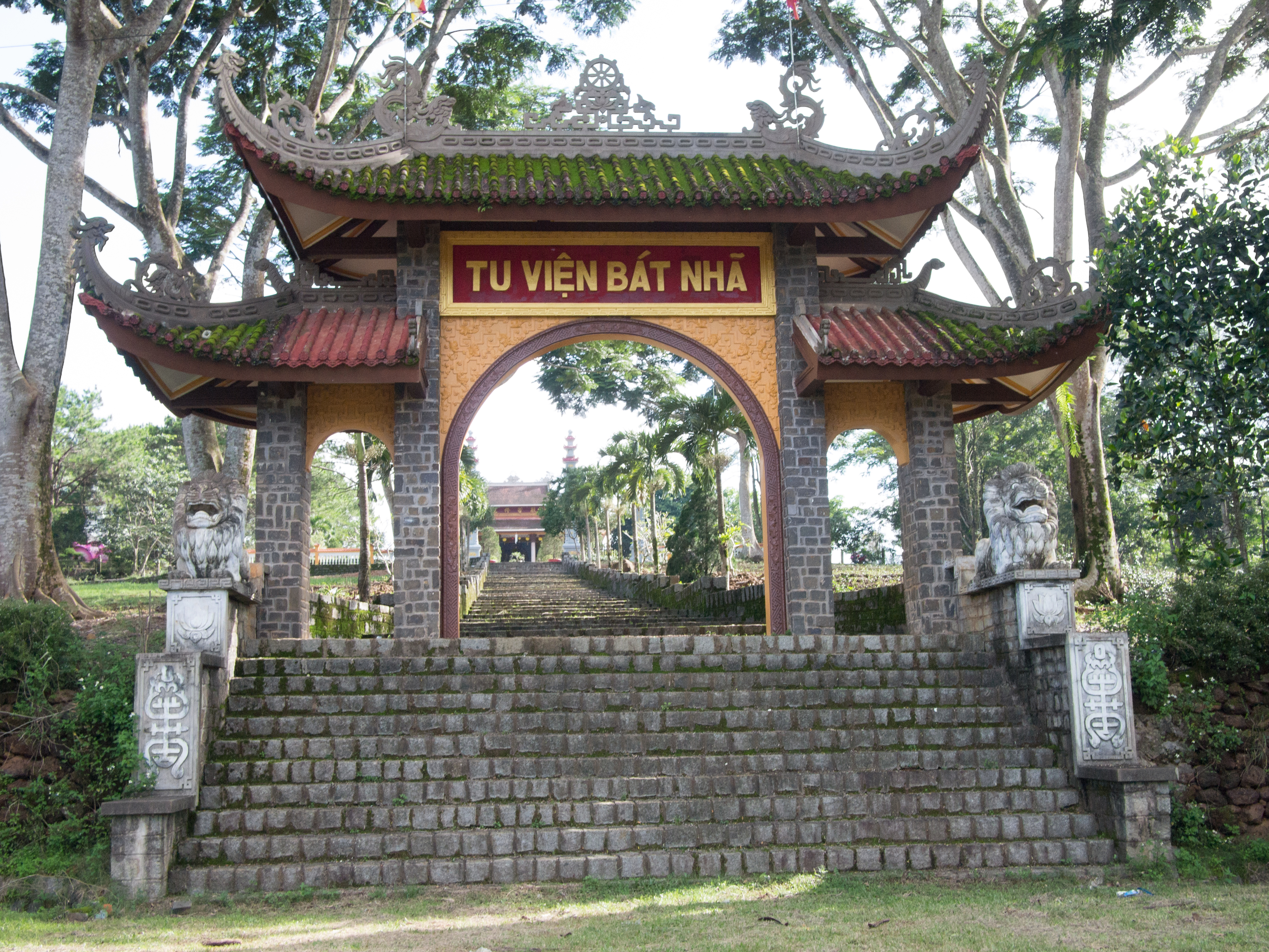
Cổng vào Tu viện Bát Nhã